# Mercatorserien
Mercatorserien är en oändlig serie upptäckt av Nicolaus Mercator. Det är formeln för en hyperbels yta, uttryckt genom en oändlig serie, vilken på samma gång ger serieutvecklingen för den naturliga logaritmen.
{\displaystyle \ln(1+x)=x-{\frac {x^{2}}{2}}+{\frac {x^{3}}{3}}-{\frac {x^{4}}{4}}+\dots =\sum _{k=1}^{\infty }{\frac {(-1)^{k+1}}{k}}x^{k}}
Serien konvergerar till ln (x + 1) för -1 < x ≤ 1.